# Lachenkopf
Lachenkopf – szczyt w Alpach Algawskich, części Alp Bawarskich. Leży w Niemczech, w Bawarii, przy granicy z Austrią. Sąsiaduje z Laufbacher Eck i Schochen.